# 383417 DAO
383417 DAO è un asteroide della fascia principale. Scoperto nel 2006, presenta un'orbita caratterizzata da un semiasse maggiore pari a 3,0745777 UA e da un'eccentricità di 0,0415312, inclinata di 13,67082° rispetto all'eclittica.